# John Browne (Politiker, 1936)
John Browne (* 1. Oktober 1936 in Waterford; † 27. März 2019 in Kilmihil, County Clare, Irland) war ein irischer Politiker der Fine Gael. Von 1983 bis 1987 war er Mitglied des Seanad Éireann und von 1989 bis 2002 war er Teachta Dála (Abgeordneter) im Dáil Éireann. 
Browne war nach dem Studium am University College Cork als Lehrer tätig. Am 23. Februar 1983 wurde er durch den Taoiseach Garret FitzGerald für den Seanad Éireann nominiert. Als die Fine Gael 1987 ihre Regierungsmehrheit verlor, schied er aus dem Seanad aus. Bei den Wahlen 1989 konnte er im Wahlkreis Carlow-Kilkenny einen Sitz im Dáil Éireann erringen. Diesen Sitz konnte er bei den Wahlen zum Dáil Éireann 1992 und 1997 verteidigen. Bei den Wahlen 2002 trat er nicht mehr an.